# Dos palabras
«Dos palabras» es una canción y el tercer sencillo del segundo disco de la banda mexicana Motel titulado 17. La canción tuvo como invitada en los coros a Paty Cantú. Fue lanzada a través de Warner Music.

## Vídeo musical
El vídeo de la banda se realizó por la casa productora Mr. Woo, dirigido por Pablo Dávila y producido por Rafael Ley.
El video entró en todos los canales de videos y logró posicionarse en MTV dentro del Top 20 y en listas musicales se mantuvo por casi 4 semanas consecutivas
Además en el 2022 volvieron a cantar la canción durante la gira de los 2000's Pop Tour junto a otros artistas invitados de esa era.

## Listas musicales
| Lista (2007)            | Puesto |
| ----------------------- | ------ |
| México (Los 40)         | 2      |
| Paraguay (Radio Latina) | 40     |